# Kinkerlitzchen
Kinkerlitzchen (von frz. la quincaillerie, veraltet auch quinquaillerie, seltener quincaille „Eisen- und Kurzwaren, Eisen- und Werkzeughandel“) ist im Volksmund die Bezeichnung für ein wertloses Schmuckstück. In der Umgangssprache wird Kinkerlitzchen allgemein für ein Produkt oder eine Sache verwendet, die als albern, nichtig, unnötig oder sogar unsinnig abgewertet werden soll. Dabei muss keineswegs das gesamte Produkt ein Kinkerlitzchen sein, ein (unnötiges) Einzelteil eines an sich unumstrittenen Gesamtproduktes (z. B. eines Pkw) sowie ein einzelnes Merkmal (z. B. einer Software) kann ebenfalls unter diese Kategorisierung fallen. Außer in der Bedeutung von Nichtigkeiten und Flitterkram wird das Wort auch im Zusammenhang mit Albernheiten und verrückten Gedanken verwendet, die jemand im Kopf hat.
Auch durchaus nötige Kleinigkeiten, die kostenmäßig jedoch (auch in ihrer Summe) nicht ins Gewicht fallen, werden als Kinkerlitzchen abgetan, um sich auf das Wesentliche zu konzentrieren.
Das Wort geht, wie viele Entlehnungen aus dem Französischen, auf die Ansiedlung der Hugenotten und auf die Zeit der napoleonischen Kriege zurück. Aus der quincaille(rie) – dem Eisenwaren- und Werkzeughandel – wurde dann durch Anhängung von -litz und der Verkleinerungsformen -chen im Volksmund Kinkerlitzchen. Während man Kurzwaren stets braucht, werden heute nur noch Krimskram und Tand als Kinkerlitzchen bezeichnet.
Eine umfangreiche Beschreibung des ursprünglich neutralen Begriffes Quincaillerie-Waren, der erst im weiteren Verlauf des 19. Jahrhunderts verballhornt wurde, liefert 1812 die Oeconomische Encyclopädie von Johann Georg Krünitz.